# ¿Cómo te clasifico?
¿Cómo te clasifico? es un cortometraje uruguayo de 2011. Escrito y dirigido por Guy Dessent, está protagonizado por Margarita Musto y Andrés López Scarone.

## Sinopsis
Es el primer día de trabajo de Nelson. Debe encuestar a Mirna, quien vive en medio de un basural, pero Mirna no tiene respuestas concretas a ninguna de las preguntas del formulario.

## Protagonistas
- Margarita Musto (Mirna)
- Andrés López Scarone (Nelson)